# ياسوشي أوزاوا
ياسوشي أوزاوا (باليابانية: 小沢靖) هو موسيقي ياباني، ولد في 1958، وتوفي في 2008.

## وصلات خارجية
- ياسوشي أوزاوا على موقع ميوزك برينز (الإنجليزية)
- ياسوشي أوزاوا على موقع ديسكوغز (الإنجليزية)